# Xpujil

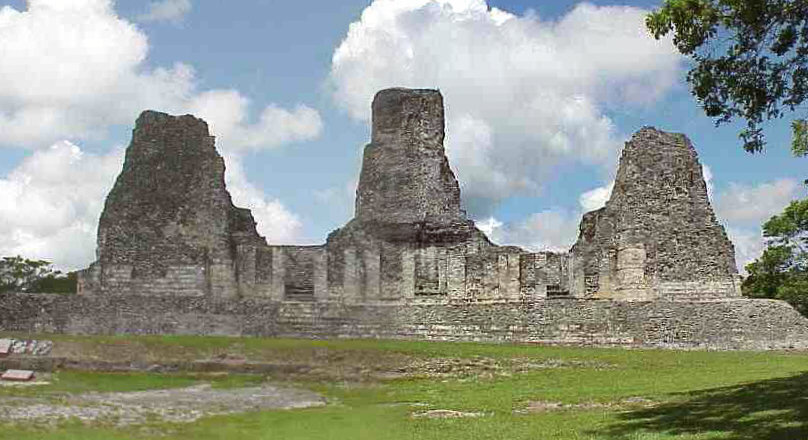
Structure 1 de Xpujil en 2000.

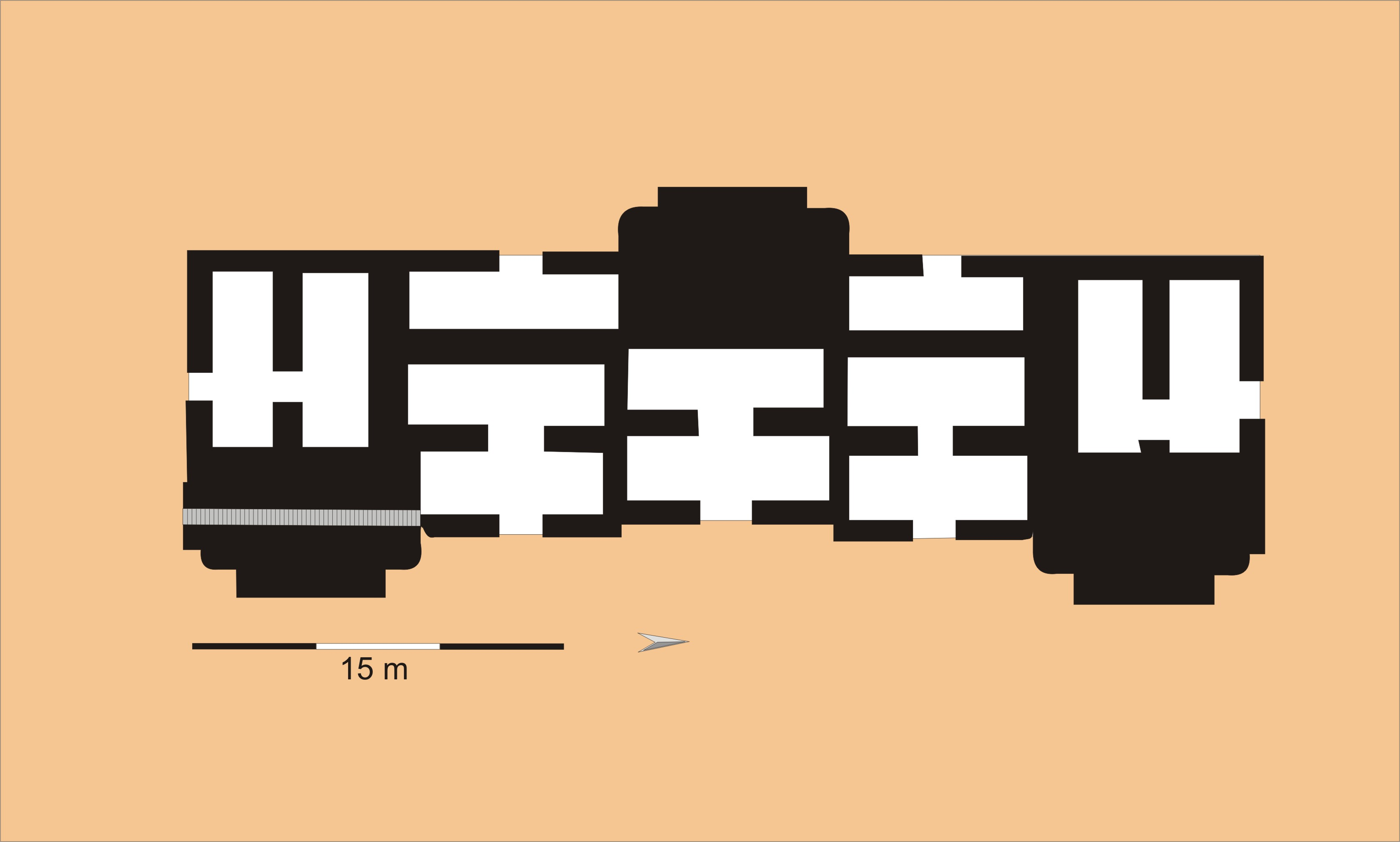
Plan de la structure 1.

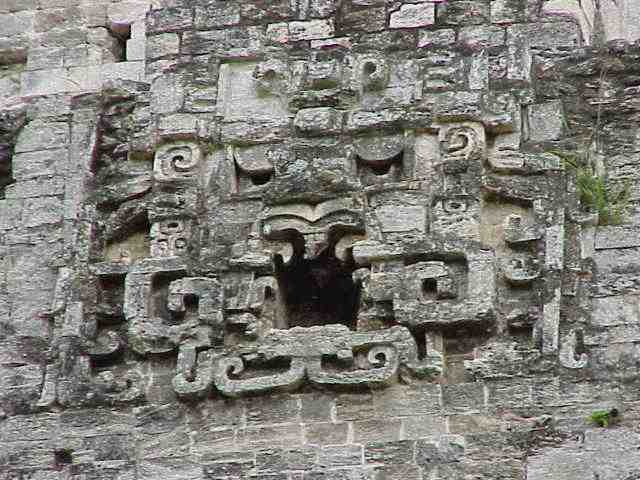
Un détail de la face arrière de la tour centrale de la structure 1. Ce serait une tête de jaguar.

Xpujil (nom de la ville moderne proche) ou Xpuhil est un site archéologique maya. La ville serait nommée Xpujil  et le site archéologique  Xpuhil. Le nom Xpuhil  signifie queue de chat, en référence à un type de végétation local. Le site eut sa période de splendeur maximale de 500 à 750 apr. J.-C. et il entra en déclin vers 1100.
Xpuhil fut redécouverte à la fin des années 1930. Elle compte 17 groupes de constructions. Situé sur la route d'Escárcega à Chetumal, le site se trouve au milieu d'une concentration de sites mayas promis à un avenir touristique certain.
Obéissant à un patron d’implantation architecturale de type dispersé, les bâtiments de Xpujil ne sont plus que les squelettes de ce qui fut un jour de magnifiques exemples de l’architecture de type Rio Bec. Ils sont couverts de surfaces ‘aplats’ en stuc, dont certaines décorations plus relevées étaient également entièrement en stuc. Les Mosaïques de pierres taillées  comme le serpent de profil, évoquent le type de décoration qui était alors en vogue.
Xpuhil constitue un bon exemple de style Rio Bec, où il s'intègre, et ceci non pas seulement en raison de sa situation géographique, mais sur des critères purement formels.